# Ljevoša
Lëvoshë en albanais et Ljevoša en serbe latin (en serbe cyrillique : Љевоша) est une localité du Kosovo située dans la commune/municipalité de Pejë/Peć et dans le district de Pejë/Peć. Selon le recensement kosovar de 2011, elle compte 12 habitants.

## Histoire
Sur le territoire du village se trouvent plusieurs sites ou monuments remontant au Moyen Âge : le site d'Idvorac, les ruines de l'église Saint-Georges et les ruines de l'église Saint-Nicolas, qui toutes deux remontent au XIVe siècle, ; tout cet ensemble est mentionné par l'Académie serbe des sciences et des arts et inscrit sur la liste des monuments culturels du Kosovo. Les ruines de l'église Saint-Marc et celles de l'église Saint-Dimitri sont elle aussi classées par le Kosovo.
Le vieux cimetière au-dessus de la plaine de Savova, qui remonte au XVIIe siècle, est également protégé,.

## Démographie

### Évolution historique de la population dans la localité
| 1948 | 1953 | 1961 | 1971 | 1981 | 1991 | 2011 |
| ---- | ---- | ---- | ---- | ---- | ---- | ---- |
| 193  | 217  | 244  | 240  | 217  | 192  | 12   |

|  |

### Répartition de la population par nationalités (2011)
En 2011, les Serbes représentaient 50 % de la population et les Albanais 33,33 %.